# Zoothera andromedae
Zoothera andromedae е вид птица от семейство Turdidae.

## Разпространение
Видът е разпространен в Индонезия, Източен Тимор, Малайзия и Филипините.